# 阿夫纳·亚沙尔
阿夫纳·亚沙尔（希伯來語：אבנר ישר，1956年—）是以色列建筑师，也是亚沙尔建筑师公司的所有者。他专门从事高层建筑。

## 生平
阿夫纳是以撒·亚沙尔和拉玛·萨姆索诺夫的儿子。拉玛是歌剧演唱家，「贝特兹维」学校的教师，拥有「亲爱的特拉维夫-雅法市」学位，和建筑师以撒·亚沙尔，获得罗卡奇奖和雷赫特奖特拉维夫博物馆的设计。以撒还设计了迪岑哥夫中心。
1970年代后期，阿夫纳开始在特拉维夫大学学习心理学和哲学。毕业前，亚沙尔选择改变他的学习领域，并于1980年开始在耶路撒冷的比撒列艺术设计学院学院学习建筑。四年后，他在海法的以色列理工学院继续学习，并于1986年毕业。在他多年的学习期间，阿夫纳开始在他的办公室与父亲一起工作。

### 作为建筑师
自1997年以来，阿夫纳·亚沙尔一直是亚沙尔建筑师（Yashar Architects）公司的首席建筑师和所有者。 2021年，该公司拥有94名员工，其中包括74名建筑师和6名合伙人。
2002年，由亚沙尔公司设计的特拉维夫顶级公园街区规划获得批准。 在这个街区，阿夫纳还设计了四座塔：「One」塔90米 29层、「W Prime」塔150米44层、「W」塔156米46层和「ROM」塔173米50层。
2009年，亚沙尔在击败大约10个印度和国际办事处后赢得了设计印度海得拉巴大都会发展局大楼的竞赛。大约有4个办事处进入了比赛的决赛，亚沙尔的项目被选中。2011年，阿夫纳是第一位以色列建筑师，他设计的两座建筑参加了国际摩天大楼竞赛：世界高層建築與都市人居學會。
2017年，规划「托哈」项目后阿夫纳与以色列-伦敦建筑师兼设计师罗恩·阿拉德共同设立了一个办公室。
2018年，阿夫纳的办公室在「建筑和基础设施行业」的卓越颁奖典礼上获得了两项首奖：特拉维夫贝撒列市场项目的「豪华住宅综合体」类别，以及海爾茲利亞「维塔尼亚之家——费德科」项目的「办公楼」类别。2021年，「托哈」大厦在CTBUH年度竞赛中荣获「最佳高层办公楼」奖、「中东和非洲最佳高层建筑」奖。
- 以撒和阿夫纳·亚沙尔，特拉维夫，1957年。
- 顶级公园塔，特拉维夫，2011年。
- 左侧为「W」塔，右侧为「W Prime」塔，特拉维夫，2016年。
- 托哈特拉维夫，2018年。
- 微软以色列研发中心，海爾茲利亞，2020年。
- 蘋果公司研发中心，海爾茲利亞，2015年。[25]

## 外部連結
- 关于阿夫纳·亚沙尔的电视节目 （页面存档备份，存于） （希伯来文），Ynet.co.il， 2012年。